# Яськевич Сава Тимофійович
Са́ва Тимофі́йович Яське́вич (нар. 1 серпня 1895, м. Житомир — пом. 20 червня 1996, м. Сідней, Австралія) — український військовик, сотник Армії УНР та УГА, поручник Дивізії «Галичина», голова Союзу українських комбатантів Австралії, командир 8-ї тяжкої сотні дивізії «Галичина» (1944), командир 4-го полку 1-ї Української дивізії УНА (генерал-хорунжий в еміграції). Герой битви під Бродами. 

## Життєпис
Народився у Житомирі в національно свідомій родині. Закінчив Житомирську гімназію, навчався у Київському університеті, закінчив військове училище в Києві (1916). з 1916 року брав участь у Першій світовій війні, був поранений, лікувався в Астрахані.
1918 р. повернувся в Україну. З червня 1919 — викладач та курсовий старшина Житомирської спільної юнацької школи. 1920—1921  — курсовий старшина Спільної (Кам'янецької) юнацької школи. За нез'ясованих обставин 1921 р. звільнений з Армії УНР та позбавлений усіх старшинських звань. Згодом до Української Галицької Армії. 
У польській зоні окупації Галичини закінчив гірничу школу у Бориславі (1928), працював на Бориславському нафтородовищі.
1941—1943 — секретар Українського центрального комітету в Дрогобичі. У червні 1943 р. разом із сином Левком вступив до Дивізії «Галичина». Пройшов підготовку на старшинських курсах у Гайделягрі. Брав участь у бою під Бродами, він і його син були поранені. При чому німецьке командування відзначило особистий героїзм Яськевича. У певний момент він організував успішний контрнаступ 8-ї тяжкої сотні дивізії «Галичина».
Сава Яськевич долучився до формування нової Дивізії, яка після вишколу в Нойгамері переїхала на Словаччину, а потім до Югославії та Австрії, де під Фельдбахом Дивізія успішно відбивала прориви червоної навали аж до кінця війни. 
Навесні 1945 р. призначений командиром 4-го полку 1-ї Української дивізії Української національної армії. Перед закінченням другої світової війни разом з дивізією відходить на захід і потрапляє у полон. 
Після закінчення війни разом із частинами дивізії був інтернований у м. Ріміні (Італія), був комендантом табору українських вояків. 1948 р. разом з іншими вояками табору був перевезений до Великої Британії, звідки 1949 р. емігрував до Австралії, жив у Сіднеї.
1950—1984 — голова Союзу українських комбатантів Австралії. Був одним із найвизначніших та найвпливовіших українських емігрантів в Австралії. Урядом УНР в екзилі був підвищений до звання генерал-хорунжого.
Помер та похований у Сіднеї.

## Нагороди
- «Золотий хрест за особливі заслуги I УД УНА»